# Kasia Cerekwicka
 (février 2018).
Si vous disposez d'ouvrages ou d'articles de référence ou si vous connaissez des sites web de qualité traitant du thème abordé ici, merci de compléter l'article en donnant les références utiles à sa vérifiabilité et en les liant à la section « Notes et références ».
Katarzyna « Kasia » Cerekwicka est une chanteuse polonaise née en 1980 à Koszalin. Elle a fait ses études à l'Académie de musique de Katowice. Elle a remporté le concours « Szansa na sukces ». Elle a sorti 3 albums : Mozaika, Feniks et Pokój 203.